# Première Nation des Abénakis de Wôlinak
Première Nation des Abénakis de Wôlinak är en first nation grupp från Abenaki First Nation i Quebec, Kanada. Gruppen har ett indianreservat, Wôlinak 11, men majoriteten av befolkningen lever utanför reservatet. 2017 har den en registrerad befolkning på 352 medlemmar och 2024 710 medlemmar. Gruppen är ansluten till det stora rådet för Waban-Aki-nationen.

## Demografi och geografi
Invånarna i Wôlinak tillhör First Nation är Abenaki. I januari 2017 hade stammen en total registrerad befolkning på 352 medlemmar, som mer än fördubblades till 2024 då den var 710. 2011 levde 268 utanför reservatet. Kanadas Statistiska centralbyrås folkräkning redovisade 2011 befolkningens medianålder till 39,2 år. Abenaki First Nation of Wôlinak har bara ett indianreservat, och majoriteten av dess medlemmar lever utanför reservatet. Reservatet Wôlinak 11 ligger 16 km öster om Trois-Rivières i regionen Centre-du-Québec. Reservatets yta omfattar bara 80,4 hektar. Närmaste större stad är Trois-Rivières och närmaste storstadsområde är Montréal.

## Språk och ledning
Det traditionella språket i Abenaki är Abenaki. Men enligt Kanadas statistik (folkräkning 2011) talar ingen medlem av Abenaki i Wôlinak First Nation ett aboriginskt språk. Invånarna i stammen talar mest franska några engelska. Gruppen styrs av ett stamråd som väljs enligt ett valsystem enligt sektion 10 i Indian Act.  År 2017 bestod detta råd av hövdingen Michel R. Bernard och fyra rådsledamöter. Gruppen är en del av stamrådet i Stora rådet för Waban-Aki Nation.